# ETOPS
ETOPS – Extended-range Twin-engine OPerationS - là điều luật của ICAO cho phép máy bay thương mại 2 động cơ được bay kéo dài thêm một khoảng thời gian bay nữa trong trường hợp một động cơ bị hỏng. Như vậy với luật bay này, máy bay có thể bay dài hơn. Điều này không có nghĩa là có thể bay qua biển hay xuyên đại dương mà liên quan đến thời gian bay với một động cơ giữa các sân bay trung chuyển.

## Nội dung
Một cách mặc định thì nếu không bay ETOPS thì thời gian bay thêm tối đa nếu có sự cố hỏng 1 động cơ là 60’. Hiện nay đã có các chuẩn ETOPS 75’, 90’, 120’, 138’, 180’, và 207’.
Để được phê chuẩn ETOPS thì phải được phê chuẩn về loại ETOPS và phê chuẩn về hoạt động ETOPS. Điều đầu tiên, kết hợp cấu trúc máy bay - động cơ phải thỏa mãn yêu cầu cơ bản của ETOPS theo như chứng chỉ loại của chúng, cụ thể là tắt một động cơ khi đang bay và bay với động cơ còn lại trong suốt quá trình bay đổi hướng. Thông thường việc kiểm tra này được thực hiện giữa đại dương và tổ bay phải được thông báo để đảm bảo không bị mất bình tĩnh vì mất một động cơ và khả năng hỏng động cơ còn lại là rất hiếm. Điều thứ hai là nhà khai thác muốn bay ETOPS phải được nhà chức trách Hàng không cấp phép và có thể thực hiện được những chuyến bay ETOPS qua các quy trình bảo dưỡng theo ETOPS.
Bất kỳ sự cố kỹ thuật trong chuyến bay ETOPS đều phải được báo cáo và ghi nhận. Từ các số liệu này, việc kết hợp cấu trúc máy bay – động cơ sẽ được đánh giá và thống kê độ tin cậy và phải nằm trong giới hạn của chứng chỉ loại. Các yêu cầu về ETOPS ra sau luôn ngặt nghèo hơn so với trước đó, do đó bất kỳ đặc tính nào không thỏa mãn sẽ phải dẫn đến sự giảm cấp, nếu không nhà khai thác đó sẽ bị treo luôn quyền bay ETOPS.